# Metrioglypha
Metrioglypha là một chi bướm đêm thuộc phân họ Olethreutinae, họ Tortricidae Tortricidae.

## Các loài
- Metrioglypha aoriphora Diakonoff, 1973
- Metrioglypha circulata (Diakonoff, 1966)
- Metrioglypha confertana (Walker, 1863)
- Metrioglypha crassa Diakonoff, 1973
- Metrioglypha dualis Diakonoff, 1973
- Metrioglypha empalinopa Diakonoff, 1973
- Metrioglypha gemmarius Diakonoff, 1973
- Metrioglypha habilis Diakonoff, 1973
- Metrioglypha onychosema (Meyrick, 1931)
- Metrioglypha phyllodes (Lower, 1899)
- Metrioglypha thystas (Meyrick, 1911)